# MGP Nordic 2009
MGP Nordic 2009 hölls i Stockholm, Sverige den 28 november 2009 och var den femte och den sista upplagan av MGP Nordic, en skandinavisk sångtävling för barn. Året efter lades tävlingen ned. Vinnaren blev Sveriges Ulrik Munther med sången "En vanlig dag".

## Representanter
Det var två deltagare ifrån varje land.

### Danmark
| Land    | Deltagare | Bidrag                   | Hemmaplan |
| ------- | --------- | ------------------------ | --------- |
| Danmark | Pelle B   | Kun min                  | 1:a       |
| Danmark | Engledrys | Familien, min bedste ven | 2:a       |

### Sverige
| Land    | Deltagare       | Bidrag               | Hemmaplan |
| ------- | --------------- | -------------------- | --------- |
| Sverige | Ulrik Munther   | En vanlig dag        | 1:a       |
| Sverige | Rebecca Jansson | Skaffa en annan tjej | 2:a       |

### Norge
| Land  | Deltagare | Bidrag       | Hemmaplan |
| ----- | --------- | ------------ | --------- |
| Norge | Jørgen    | Din egen vei | 1:a       |
| Norge | Mystery   | Rock er sunt | 2:a       |

### Finland
| Land    | Deltagare            | Bidrag             | Hemmaplan |
| ------- | -------------------- | ------------------ | --------- |
| Finland | Amanda               | Jag vill leva      | 1:a       |
| Finland | The Black White Boys | Kommer du ihåg mig | 2:a       |

### Startordning

#### Första omgången
1. Mystery - Rock er sunt
2. Amanda - Jag vill leva
3. Pelle B - Kun min
4. Jørgen - Din egen vei
5. The Black White Boys - Kommer du ihåg mig
6. Ulrik - En vanlig dag
7. Engledrys - Familien, min bedste ven
8. Rebecca - Skaffa en annan tjej

#### Andra omgången
1. Amanda - Jag vill leva
2. Pelle B - Kun min
3. Jørgen - Din egen vei
4. Ulrik - En vanlig dag

## Poängtavla och placerigar
Varje land delade ut 6 poäng, 8 poäng och 12 poäng.
Den med flest poäng vann.
|         |       | Telefonröster |         |    |  |  |
| Danmark | Norge | Finland       | Sverige |    |  |  |
|         |       |               |         |    |  |  |
| Amanda  | 6     | 6             | X       | 8  |  |  |
| Pelle B | X     | 8             | 8       | 12 |  |  |
| Jørgen  | 8     | X             | 6       | 6  |  |  |
| Ulrik   | 12    | 12            | 12      | X  |  |  |
|         |       |               |         |    |  |  |

1. Ulrik - En vanlig dag  36 poäng
2. Pelle B - Kun min  28 poäng

3. Amanda - Jag vill leva  20 poäng

3. Jørgen - Din egen vei  20 poäng
Övriga deltagare som inte klarade sig till andra omgången kom på delad femteplats.